# Quận Hudspeth, Texas
Quận Hudspeth (tiếng Anh: Hudspeth County) là một quận trong tiểu bang Texas, Hoa Kỳ. Quận lỵ đóng ở thành phố Sierra Blanca6. Theo kết quả điều tra dân số năm  2000 của Cục điều tra dân số Hoa Kỳ, quận có dân số 3344 người. Quận được đặt tên theo Claude Benton Hudspeth, một dân biểu Hạ viện Hoa Kỳ người El Paso.

## Thông tin nhân khẩu
Theo điều tra dân số 2 năm 2000, quận đã có dân số 3.344 người, 1.092 hộ gia đình, và 841 gia đình sống trong quận. Mật độ dân số là 0,7 người mỗi dặm vuông (0.3/km ²). Có 1.471 đơn vị nhà ở với mật độ trung bình là 0,3 dặm vuông (0.1/km ²). Cơ cấu dân tộc của quận có 87,23% người da trắng, 0,33% da đen hay người Mỹ gốc Phi, 1,41% người Mỹ bản xứ, 0,18% người châu Á, 8,76% từ các chủng tộc khác, và 2,09% từ hai hoặc nhiều chủng tộc. 75,03% dân số là người Hispanic hay Latino thuộc chủng tộc nào.
Có 1.092 hộ, trong đó 45,30% có trẻ em dưới 18 tuổi sống chung với họ, 63,00% là các cặp vợ chồng sống với nhau, 11,40% có chủ hộ là nữ không có mặt chồng, và 22,90% là không lập gia đình. 21,10% của tất cả các hộ gia đình đã được tạo thành từ các cá nhân và 8,30% có người sống một mình 65 tuổi trở lên đã được người. Bình quân mỗi hộ là 3,03 và cỡ gia đình trung bình là 3,56.
Trong quận, cơ cấu tuổi tác dân cư quận gồm 34,10% ở độ tuổi dưới 18, 8,90% 18-24, 26,70% 25-44, 20,40% 45-64, và 9,90% người 65 tuổi trở lên. Tuổi trung bình là 30 năm. Cứ mỗi 100 nữ có 102,90 nam giới. Cứ mỗi 100 nữ 18 tuổi trở lên, đã có 94,30 nam giới.
Thu nhập trung bình cho một hộ gia đình trong quận đã được 21.045 Mỹ kim, và thu nhập trung bình cho một gia đình là $ 22.314. Nam giới có thu nhập trung bình $ 22.862 so với 18.594 $ cho phái nữ. Thu nhập trên đầu cho các quận được $ 9,549. Giới 32,60% gia đình và 35,80% dân số sống dưới mức nghèo khổ, trong đó có 41,30% những người dưới 18 tuổi và 42,60% có độ tuổi từ 65 trở lên. thu nhập bình quân đầu người của quận này như thế khiến cho đây là một trong những quận nghèo nhất tại Hoa Kỳ.